# 海軍陸戰隊一號

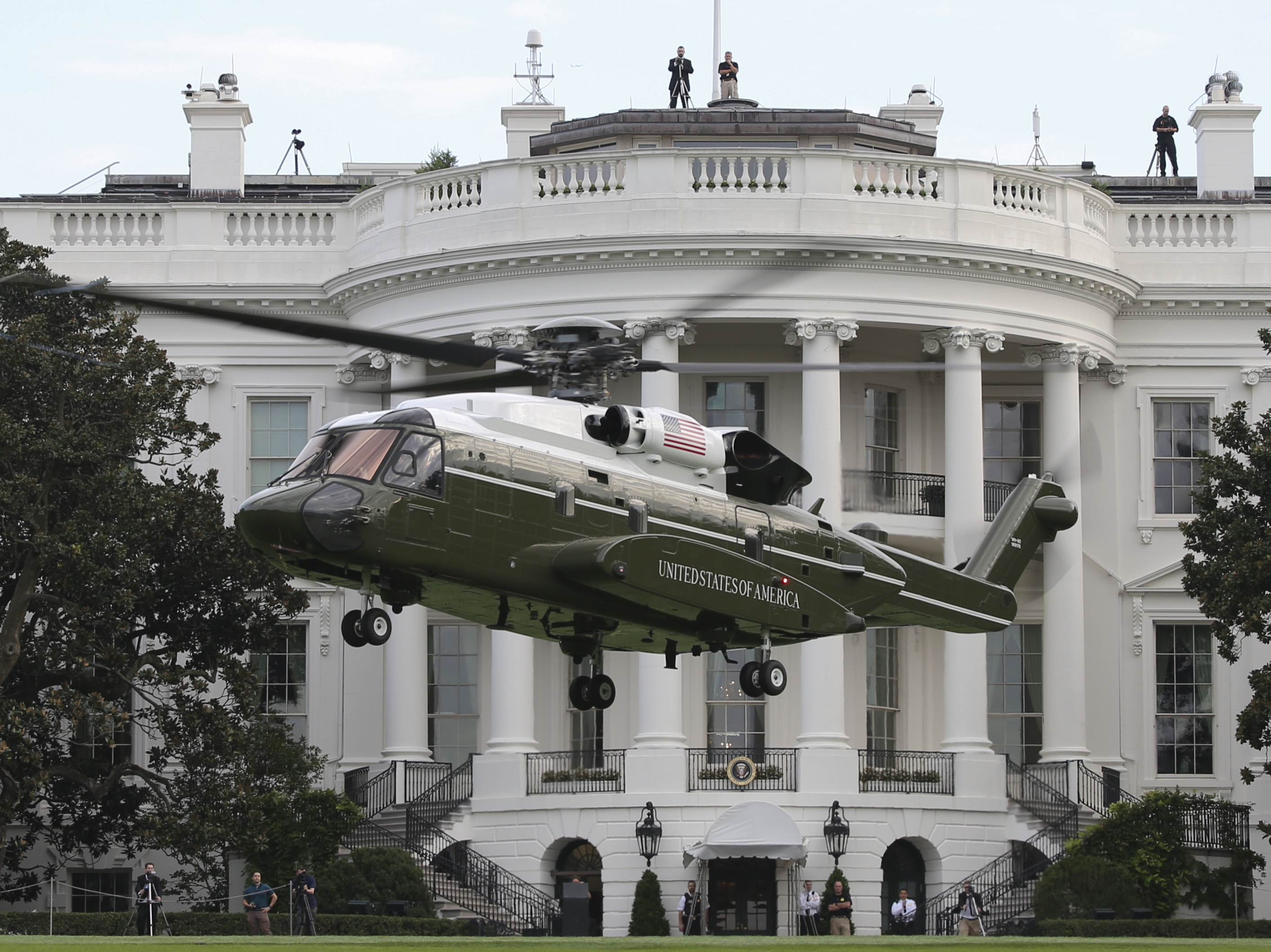
2018年9月一架VH-92A直升機“海军陆战队一号”在白宫南草坪進行著陸和起飛測試。

海军陆战队一号（英語：Marine 1）是美國總統所搭乘的美国海军陆战队专机的无线电台呼号。不同于空军一号，海军陆战队一号是直升机，用于国内短途旅行。一般来说，美国總统從白宮出行時，都是先坐海军陆战队一号直升机到达相距約17（11英里）的安德鲁斯空军基地，然后再乘坐空军一号飞往全国乃至世界各地。
当美国总统出国访问时，海軍陸戰隊第一直升機中隊（HMX-1）的直升机也是随同空军一号一起行动的。通常是由美国空中机动司令部派诸如C-5或C-17之类的军用运输机负责将直升机及其配件还有机组成员运送到出访国。虽然美国总统在出访国并不乘坐HMX-1的直升机，但每次出访任务中，海军陆战队一号会临时驻扎在当地机场的机库中，并实施一等戒备，以便在总统需要时前往接应。

## 副總統專機
海军陆战队二号（Marine 2）则是相应的美国副总统专机。

## 圖庫

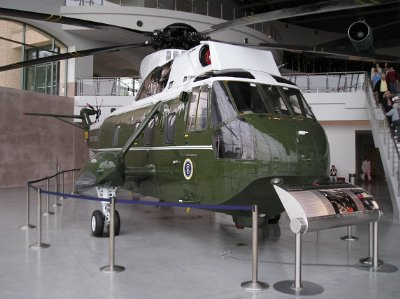
雷根總統圖書館陳列的前海軍陸戰隊一號
1987年雷根總統與第一夫人南希登上海軍陸戰隊一號
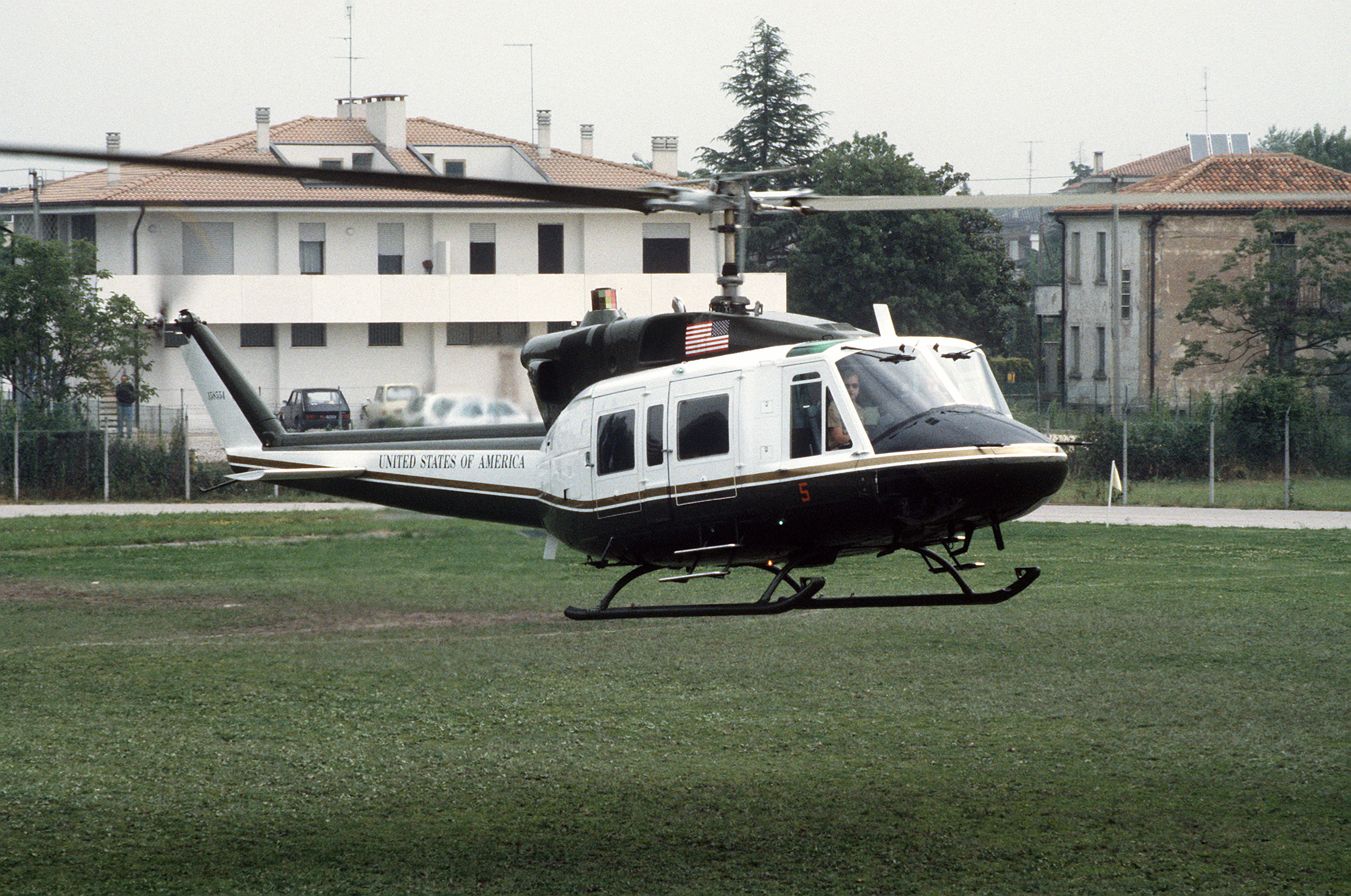
1987年雷根總統搭乘VH-1N出席義大利的七大工業國組織會議
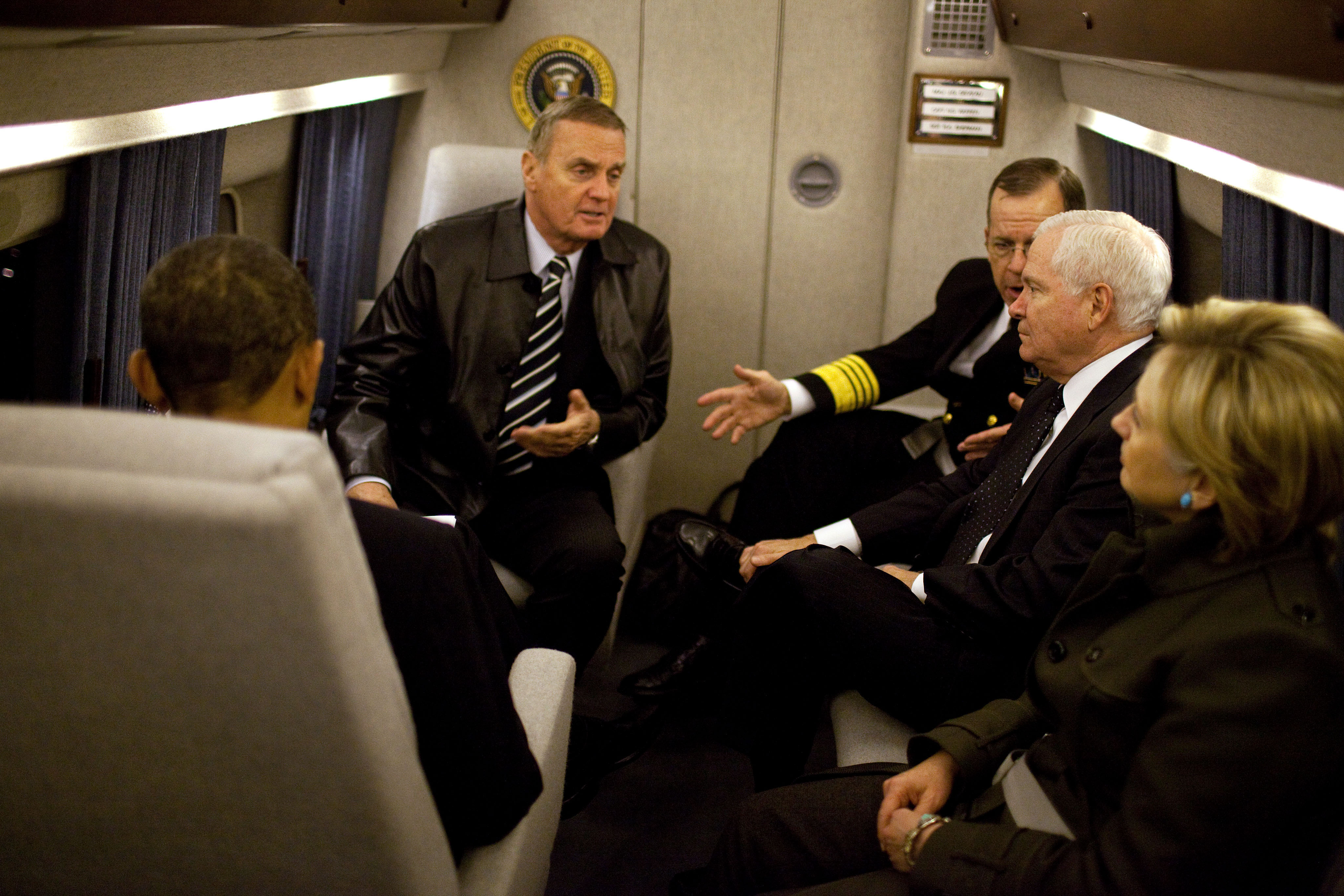
運送歐巴馬總統一行人的VH-3D内部
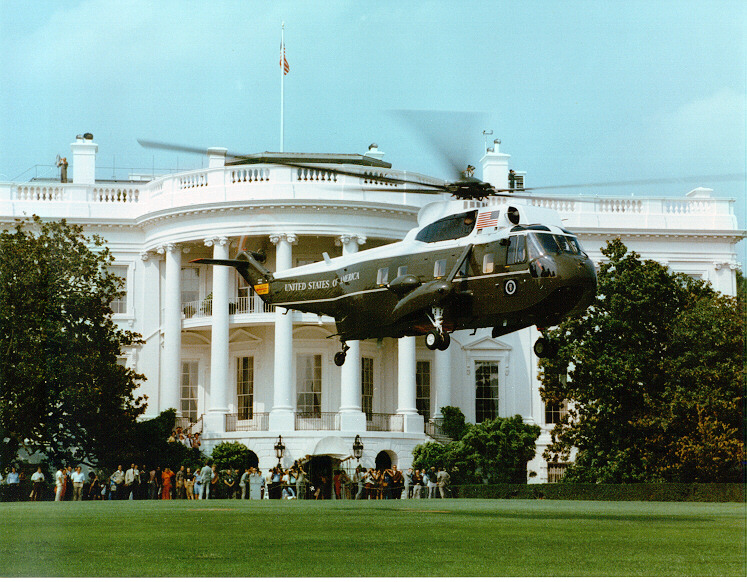
VH-3D從白宫南草坪起飛
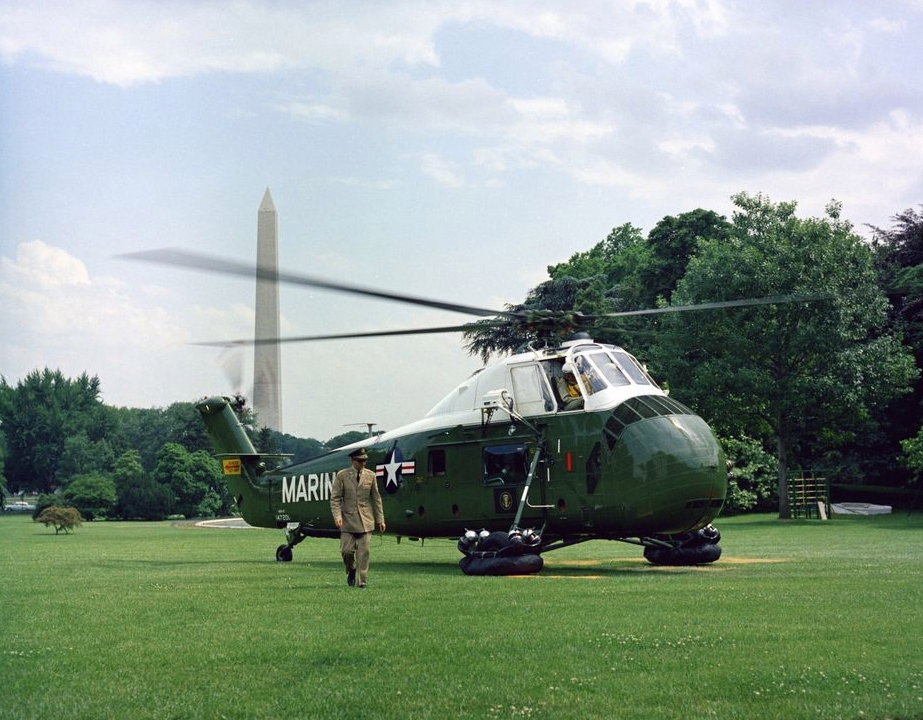
1961年一架VH-34D（BuNo 147201）停放在白宫南草坪
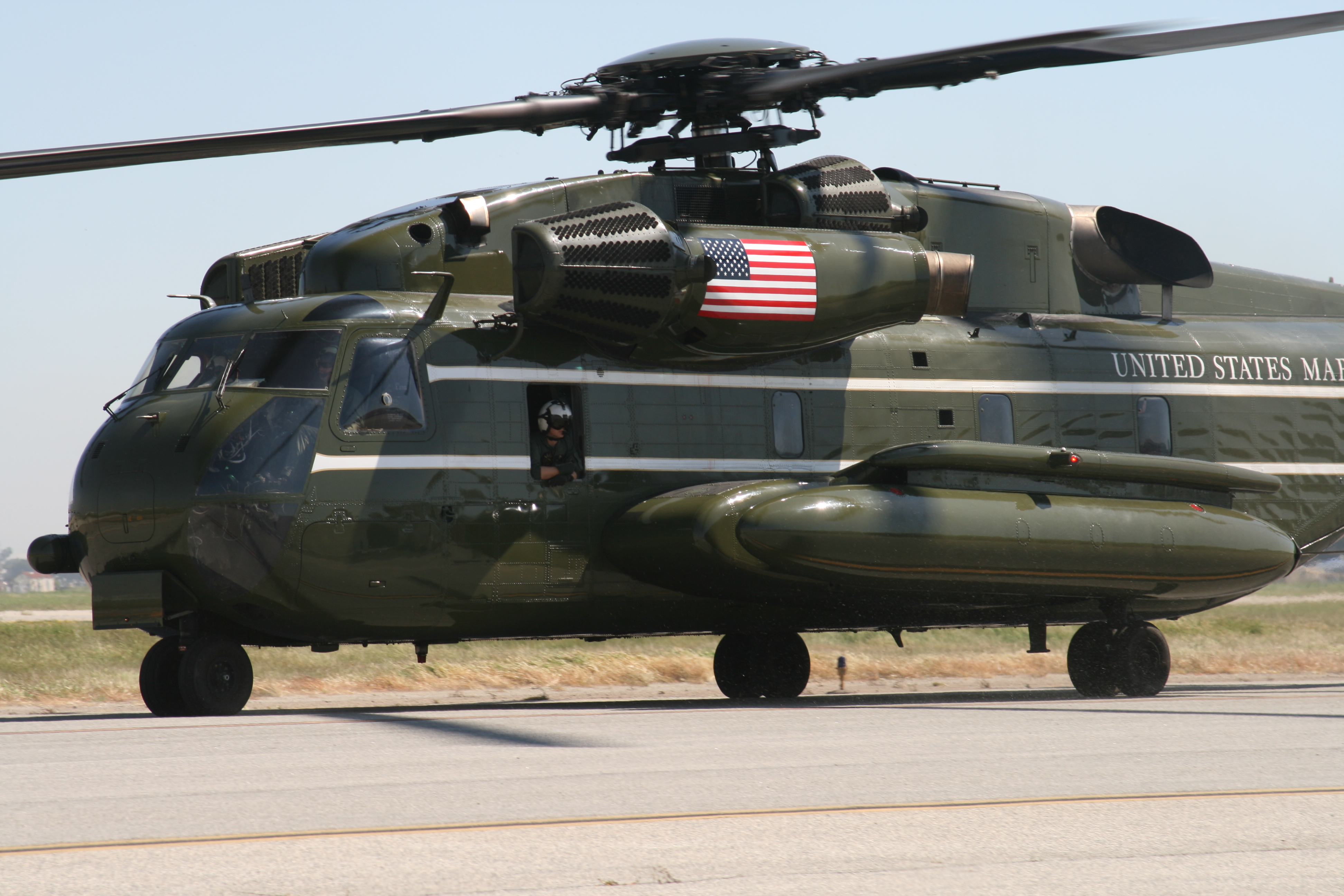
VH-53F
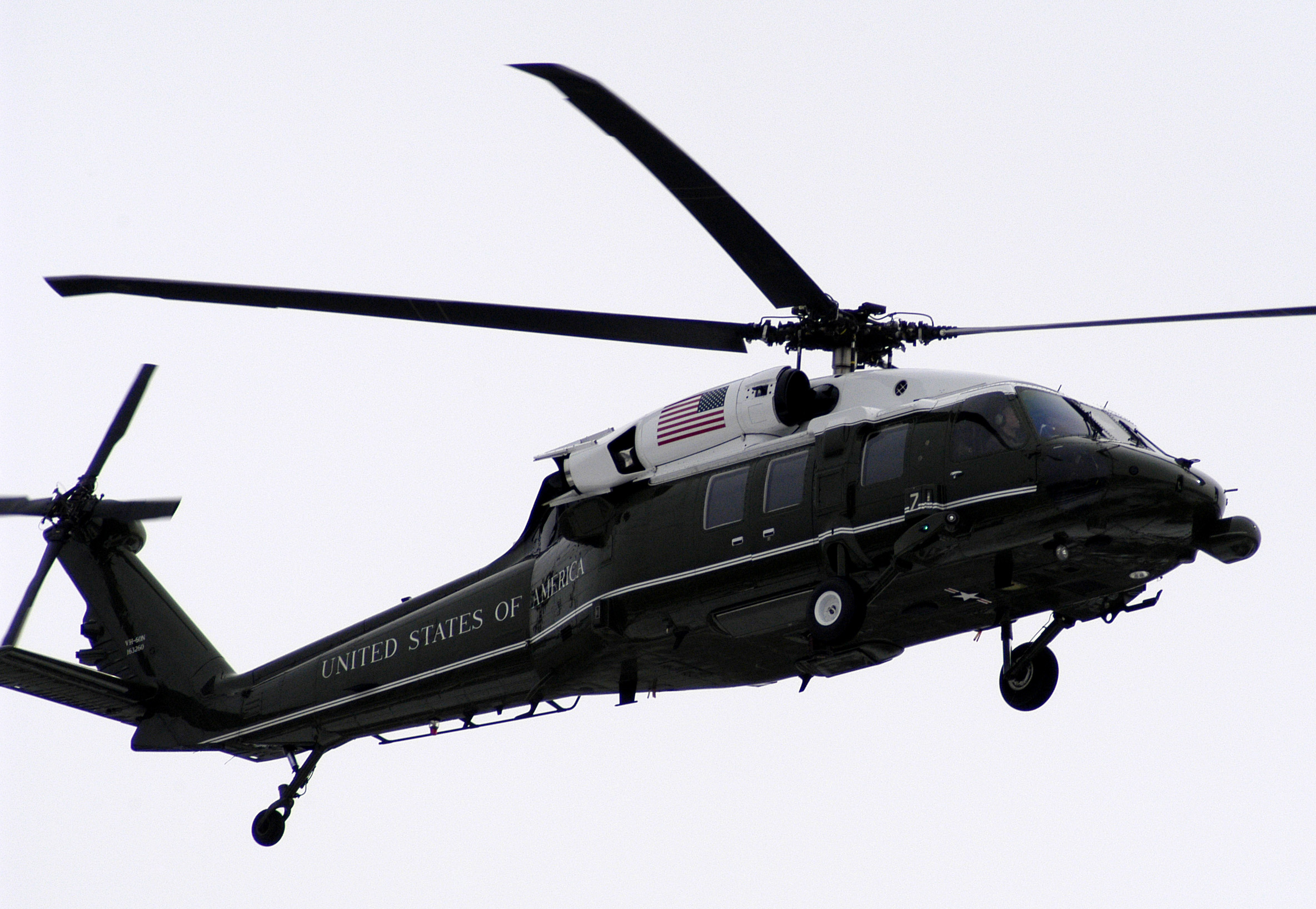
飛越華盛頓特區的VH-60N
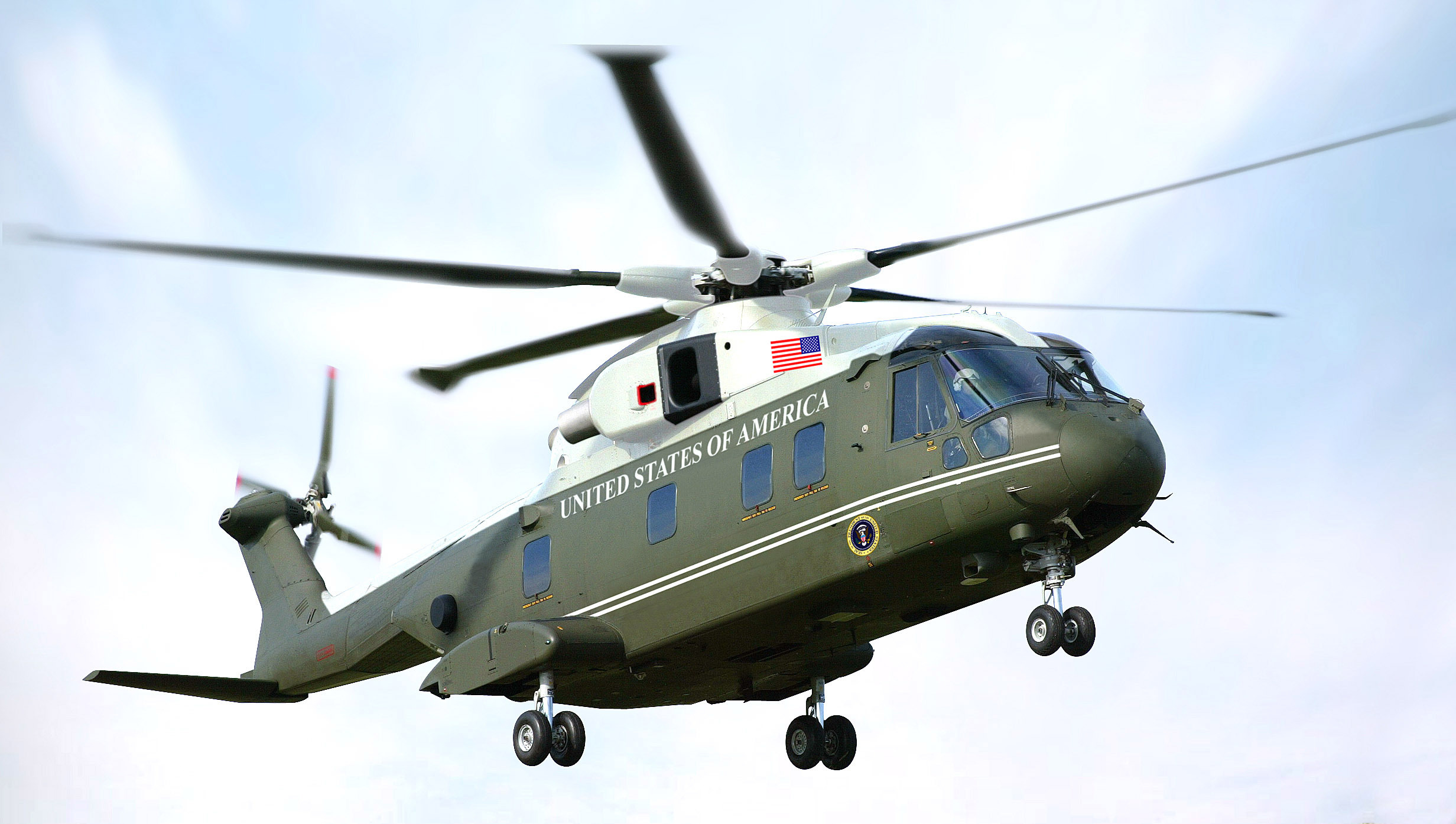
原定用於取代VH-60N的VH-71A，後因成本超支與計劃問題和延誤而取消並終止交付
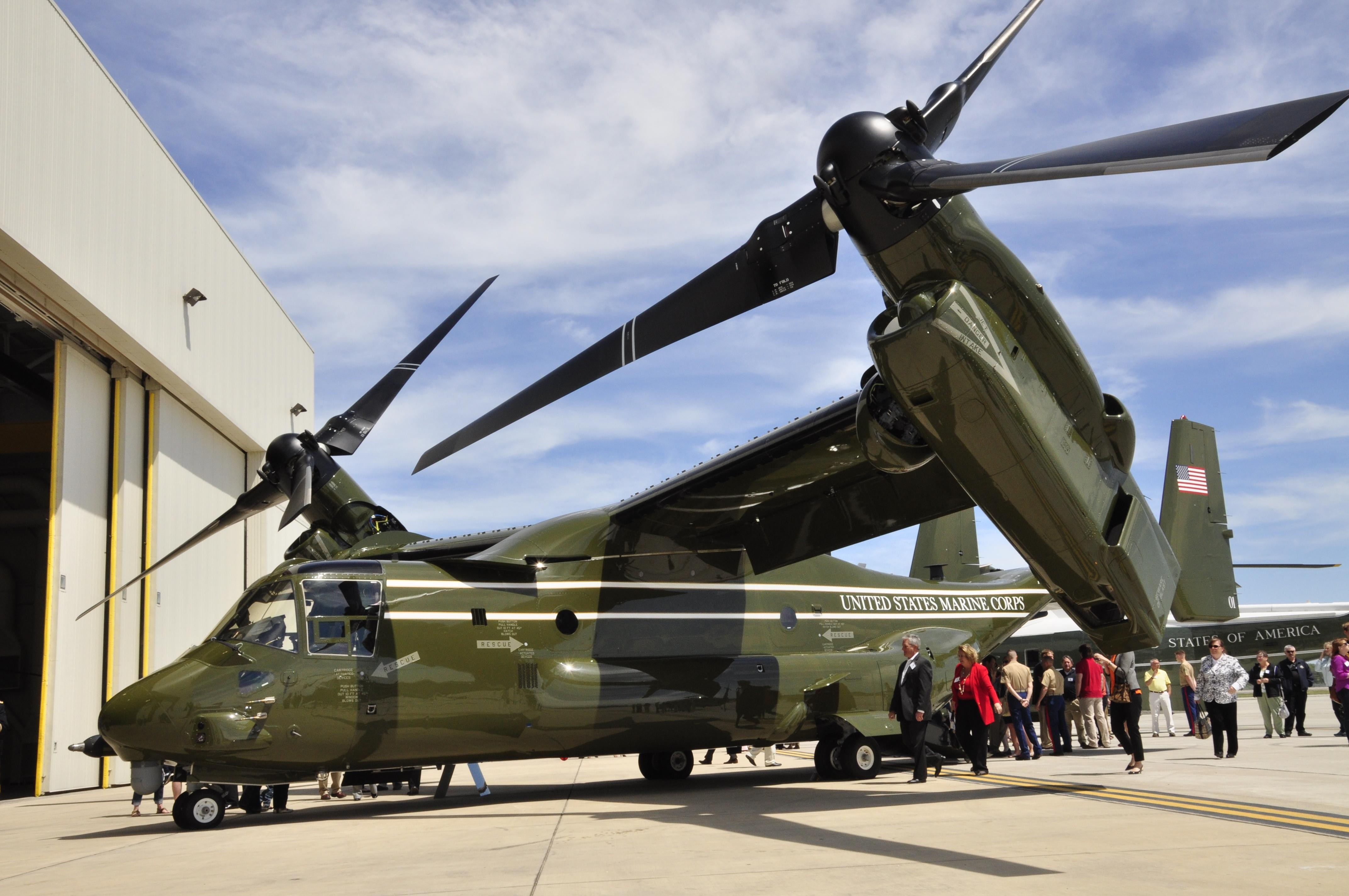
MV-22B